# 안정공황
안정공황(安定恐慌)은 통화 가치의 안정에 따라 생기는 공황 현상이다. 인플레이션을 수습하여 통화 가치를 안정시키기 위하여 재정, 금융의 긴축 등 디플레이션 정책이 취해지는데, 그 경우 통화의 수축으로 인하여 중소기업의 도산, 금융 핍박, 거래의 정체, 체화의 증대 등 공황의 양상을 드러낸다.